# Martín Morel
Martín Gerardo Morel (Rosario, Santa Fe, 5 de noviembre de 1980) es un futbolista de nacionalidad argentina retirado. Se destacó en Tigre (Argentina) y Deportivo Cali (Colombia). 

## Trayectoria

### Inicios
Su carrera como futbolista en las inferiores del club Newell's Old Boys de Rosario se desarrolló entre los años 1995 y 2001. Tras quedar libre, en el año 2002 pasó por la Escuela de Fútbol Olympia de la Liga Rosarina de Fútbol; posteriormente, formó parte del Atlético Sanford, en el año 2003, en la Liga Casildense de Fútbol. A comienzos del año 2004 pasó por Sportivo El Dorado, que militaba en el Torneo Argentino B. También en la temporada 2004/05, jugó en Atlético Chabás de la provincia de Santa Fe.

### Profesional
Para 2006 llega a Sportivo Las Parejas, club que militaba en el Torneo Argentino B. Se mantuvo en el club santafecino hasta mediados del dicho año, cuando fue transferido al Club Atlético Tigre para disputar la temporada 2006/07 de la Primera B Nacional. Con el Matador, alcanzó el tercer puesto en el Apertura 2006 y el sexto lugar en el Clausura 2007, que lo depositó en la quinta posición de la tabla general, clasificándose así al Torneo Reducido. En las semifinales del mismo, Tigre se enfrentó a Chacarita Juniors. Luego de caer en la ida por 2-3, los de Victoria lograron la clasificación a la final en el partido de vuelta, donde Morel convirtió el gol del triunfo; el encuentro, finalizado 1-0, favoreció a Tigre por la ventaja deportiva, conseguida después de terminar un lugar más arriba que el equipo Funebrero en la tabla agregada de la temporada. La final se disputó frente a Platense; tras empatar sin goles como visitante, triunfó como local en la vuelta por 2-0, en un partido en que Martín Morel no deslumbró, llegando así a la promoción frente a Nueva Chicago. Con una victoria de local por 1-0 y otra en la revancha por 2-1, Tigre regresó a Primera División después de 27 años, siendo Morel una pieza fundamental para el plantel, conducido por Diego Cagna. Ya en Primera División, formó parte del histórico equipo que alcanzó el subcampeonato en el Apertura 2007, en una de las mejores campañas del club de Victoria en la máxima categoría. En aquel torneo, Morel marcó 3 goles, destacándose el que le convirtió a Boca Juniors en el triunfo por 2-1. En el Clausura 2008 su rendimiento fue irregular, al igual que la campaña de su equipo (que terminó decimocuarto), alternando en varios partidos la titularidad, entrando generalmente como suplente, aunque con algunos puntos altos y marcando goles importantes. Fue en el Apertura 2008 cuando explotó definitivamente, apoderándose de la titularidad con la camiseta número 10 y generando el fútbol que tanto se le pedía, llegando a posición de gol y marcando en 13 oportunidades, siendo el más importante el convertido contra Banfield en la última jornada, que hicieron que su equipo lograse clasificar al triangular final. De esa manera, se situó como el goleador de su club y acomodándose en la segunda posición en la tabla de goleadores de dicho campeonato, solo por detrás de José Sand. Sin embargo, no pudo destacarse en el desempate final, disputado frente a Boca Juniors y San Lorenzo, y por ello su equipo no alcanzó el título, que quedó a manos del Xeneize, terminando Tigre el torneo nuevamente como subcampeón, pero cerrando la mejor campaña lograda por el Matador en la historia de la Primera División.
A mitades del año 2010, se incorporó al Deportivo Cali como principal refuerzo. El 10 de octubre de 2010, en un clásico frente al América de Cali, tuvo una brillante actuación en la que marcó tres goles: uno de tiro libre, otro de chilena y otro desde la mitad de la cancha, lo que contribuyó a la victoria por 6-3. Ese año ganó la Copa Colombia. Durante su permanencia en Colombia, fue considerado un símbolo para la entidad Azucarera. En enero del 2011 fichó por el club Universitario de Perú.

### Universitario de Deportes
Tras su llegada a Lima, se especuló que podría ser inhabilitado para jugar, ya que representantes de su anterior club declararon que el jugador argentino tenía contrato vigente, cosa que fue totalmente negada por él. Su desempeño en el cuadro Crema no fue la que se esperaba ya que llegó con la función de ser el cerebro del equipo, llegando a disputar solo 9 partidos y sin lograr anotar. Recién marcó su primer gol con Universitario un día sábado, con victoria Merengue por 2-1 sobre Alianza Lima, cuando faltaban segundos para el final del partido. Se esperó un mejor desempeño del jugador para la Copa Sudamericana 2011; sin embargo, su actuación en el torneo internacional fue muy pobre, aun cuando su equipo logró llegar a instancias de cuartos de final.
En enero de 2012, se marcha cedido al club All Boys, de la Primera División de Argentina debido a los problema económicos que mantenía con su club. El argentino disputó 22 partidos anotando 2 goles
En el año 2013, Deportivo Cuenca de Ecuador pretendió sus servicios pero no se concretó, por lo que decide fichar para Atlético Tucumán. Su primer gol en el club tucumano sería ante nada menos que Independiente de Avellaneda en la victoria decana 2 a 1.
Su segundo gol lo marcaría ante Patronato, donde disparó desde 34 metros para que el Decano ganara 1 a 0, su tercer y último gol fue de penal ante Huracán en la victoria 2 a 0 ante el globo de parque Patricios.
Todo el 2015 juega para el Cúcuta Deportivo, descendiendo de categoría.

## Clubes
| Club                 | País      | Año         | Partidos | Goles |
| -------------------- | --------- | ----------- | -------- | ----- |
| Olympia              | Argentina | 2002        |          |       |
| Atlético Sanford     | Argentina | 2003        |          |       |
| Sportivo El Dorado   | Argentina | 2004        |          |       |
| Atlético Chabás      | Argentina | 2004-2005   |          |       |
| Sportivo Las Parejas | Argentina | 2006        | 9        | 9     |
| Tigre                | Argentina | 2006 - 2010 | 90       | 27    |
| Deportivo Cali       | Colombia  | 2010        | 14       | 11    |
| Universitario        | Perú      | 2011        | 20       | 1     |
| All Boys             | Argentina | 2012 - 2013 | 26       | 2     |
| Atlético Tucumán     | Argentina | 2013 - 2014 | 13       | 3     |
| Cúcuta Deportivo     | Colombia  | 2014 - 2015 | 28       | 6     |
| Fénix                | Argentina | 2016        | 4        | 0     |
| Atlético Chabás      | Argentina | 2017-2018   |          |       |

## Palmarés

### Campeonatos nacionales
| Título                     | Club           | País      | Año  |
| -------------------------- | -------------- | --------- | ---- |
| Ascenso a Primera División | Tigre          | Argentina | 2007 |
| Copa Colombia              | Deportivo Cali | Colombia  | 2010 |

### Copas internacionales
| Título     | Club                      | País | Año  |
| ---------- | ------------------------- | ---- | ---- |
| Copa Crema | Universitario de Deportes | Perú | 2011 |